# Marcelo de París
Marcelo de París o San Marcelo y en francés, Saint Marcel, nació en París en la Isla de la Cité en una familia humilde que vivía cerca de Petit-Pont. Es uno de los cuatro santos patrones de su ciudad, junto a Dionisio de París († 250), Genoveva de París († 502) y Aurea de París († 666).
Fue el noveno obispo de París y presidió el Concilio de París, en 360-361, reconociendo el Concilio de Nicea de 325 que proclamaba la fe en la divinidad de Cristo.
Murió el 1 de noviembre de 436 durante el reinado del emperador romano Teodosio II.
Su día de fiesta oficial es el primero de noviembre, pero como coincide con la festividad de Todos los Santos, en Francia se celebra el 3 de noviembre.

## Leyenda de San Marcelo
Al no morir en martirio, San Marcelo fue canonizado por el prodigio que habría realizado, dando origen a la leyenda de San Marcelo, por la que habría combatido y vencido a un dragón que aterrorizaba a París, por un solo golpe de su báculo pastoral.

## Iconografía
San Marcelo es representado con su báculo y un dragón. En París, su estatua se puede ver en un sitio preferente en el parteluz de la puerta de Santa Ana (fachada sur) de Notre-Dame de París. La representación tiene lugar cuando Marcelo alancea con su báculo la boca del dragón. Otras esculturas representan escenas de su vida.